# The Sufferer and the Witness
The Sufferer and the Witness är på det Chicago-baserade melodiska hardcorebandet Rise Againsts fjärde album. Det släpptes under Geffen Records den 4 juli 2006.
"Survive" är en av låtarna som medverkar i spelet  Smackdown down! vs. Raw 2007. "Prayer of the Refugee" medverkar i spelet Guitar Hero III: Legends of Rock.

## Låtlista
1. "Chamber the Cartridge" - 3:43
2. "Injection" - 3:21
3. "Ready to Fall" - 3:49
4. "Bricks" - 1:38
5. "Under the Knife" - 2:47
6. "Prayer of the Refugee" - 3:27
7. "Drones" - 3:05
8. "The Approaching Curve" - 3:43
9. "Worth Dying For" - 3:21
10. "Behind Closed Doors" - 3:18
11. "Roadside" - 3:27
12. "The Good Left Undone" - 3:08
13. "Survive" - 4:55
14. "Built to Last" - 1:53
15. "Boy's No Good" - 1:18
16. "But Tonight We Dance" - 2:48

De tre sista är bonusspår, av vilka de två första ("Built to Last" och "Boy's No Good") är covers av Sick of it All respektive Lifetime. Dessa två finns på vissa europeiska versioner och den första finns på den australiensiska. "But Tonight We Dance" finns enbart på LP- och Itunes-versionerna av albumet.

## Musiker
- Tim McIlrath (sång & gitarr)
- Joe Principe (bas)
- Brandon Barnes (trummor)
- Chris Chasse (gitarr)